# Matheus Schilling
Matheus Schilling Nunes (Porto Alegre, 13 de maio de 1998), é advogado, ativista liberal e político brasileiro, filiado ao Partido NOVO. Foi candidato a vereador por Porto Alegre nas eleições de 2024, obtendo 3.345 votos e destacando-se entre os mais votados do partido na capital gaúcha. Atualmente, é assessor do deputado federal Marcel van Hattem, com atuação voltada à articulação política e institucional no estado do Rio Grande do Sul. Matheus frequentemente escreve opiniões para veículos da imprensa, já possuindo artigos publicados no Jornal do Comércio, Gazeta do Povo e Correio do Povo. 

## Início da jornada política
Matheus relata que seu interesse pela política se iniciou em 2014, no período da eleição presidencial no Brasil em 2014. Naquele momento começou a se aprofundar nos estudos políticos, econômicos e sociais, tendo lido livros como A Revolução dos Bichos, o Manifesto do Partido Comunista e As Seis Lições. Relata em seus discursos políticos que na instituição em que estudou em 2015, o Colégio Marista Nossa Senhora do Rosário, uma professora interrompia sua aula para discorrer sobre a eleição presidencial, elogiando a candidata à época Dilma Rousseff (PT) e tecendo comentários críticos e negativos ao candidato Aécio Neves (PSDB). Matheus sempre se refere a esse momento como um de seus grandes despertares por "não entender o motivo pelo qual uma professora externava seu pensamento político interrompendo sua lição na aula, uma clara tentativa de doutrinação ideológica".
Em 2015, Matheus entrou em contato com à época deputado estadual Marcel van Hattem relatando a suposta doutrinação escolar que estava ocorrendo em seu âmbito escolar, defendendo o projeto "Escola sem Partido". Este momento é muitas vezes relatado por Matheus como o primeiro ato que o encaminhou na trajetória da política, citando Marcel van Hattem como seu mentor.

## Formação e atuação
Graduado em Direito pela Universidade Federal do Rio Grande do Sul (UFRGS) em 2021, Matheus cursa pós-graduação em Direito Constitucional no Instituto Brasileiro de Ensino, Desenvolvimento e Pesquisa (IDP). Ainda na universidade, foi representante discente eleito nas eleições acadêmicas do Centro Acadêmico André da Rocha na Comissão de Graduação (COMGRAD).
Entre 2017 e 2019, atuou como coordenador e depois diretor de eventos do Instituto Atlantos, além de coordenador local sênior do Students for Liberty Brasil (SFL). Participou de iniciativas de formação política e difusão de ideias liberais, com foco em políticas públicas, liberdade econômica e constitucionalismo. Em 2017, organizou o Movimento Contra as Invasões e o Movimento Contra as Ocupações da UFRGS, em resposta às ocupações estudantis contrárias à PEC do Teto de Gastos proposta pelo Presidente Michel Temer. Foi o responsável pelo ingresso de uma ação judicial que garantiu o fim da invasão na UFRGS e a retomada das aulas.
Matheus também tem forte trajetória na atuação legislativa e jurídica a favor da liberdade econômica, tendo sido diretor jurídico do Ideias Radicais (2018-2024), empresa do youtuber e empreendedor Raphaël Lima, acumulando experiência em gestão, produção legislativa e liderança técnica. Em paralelo, fundou e integrou o Gabinete Liberdade junto com Raphaël Lima, onde foi responsável por coordenar o setor, redigir e conseguir a aprovação de mais de 140 leis voltadas à liberdade econômica, desburocratização e incentivo ao empreendedorismo. Uma das legislações criadas mais replicadas é a Lei Anti-MST, que visa impedir contratos do Poder Público com organizações e empresas que de alguma forma financiam movimentos que promovam invasões de terra ou sejam classificados como movimentos terroristas.
Como coordenador do Gabinete Liberdade, redigiu o primeiro Código de Defesa do Pagador de Impostos do Brasil, aprovado inicialmente em Marechal Cândido Rondon (PR) e replicado em diversos municípios. Também foi responsável pela redação do projeto que alterou o método de cálculo e pagamento do Imposto Predial e Territorial Urbano (IPTU) no município de Juara (MT), beneficiando moradores afetados por aumentos arbitrários promovidos pela Prefeitura, que majorava o imposto de ofício e responsável pela reforma do Código de Posturas de Nova Era (MG), que desburocratizou diversos dispositivos para facilitar o funcionamento de empreendimentos e reduzir burocracias com a Prefeitura Municipal.
Ingressou no Partido NOVO em janeiro de 2018, tendo fundado, no mesmo ano, a Juventude do NOVO no Rio Grande do Sul, sendo seu primeiro Presidente (2018-2022) e, posteriormente, diretor de relações institucionais. Durante seu mandato, foi responsável pela filiação de diversos jovens no estado, incentivando a fundação de demais núcleos da Juventude no Brasil. Como diretor de relações institucionais, foi um dos responsáveis pelo Plenário Simulado, evento de maior renome da Juventude do NOVO no país, sendo um dos principais organizadores. Atualmente é vice-presidente da Juventude do NOVO do Rio Grande do Sul e membro da organização Juventude Livre (JL), anteriormente conhecida como UJL.
Em 2023, processou o ministro Fernando Haddad e o Partido dos Trabalhadores (PT) por propaganda irregular com dinheiro público. Em 2024, foi um dos advogados do processo contra o governo Lula por negligência durante as enchentes no Rio Grande do Sul. Como advogado, também atuou em diversas causas que enfrentavam o desperdício de dinheiro público, o autoritarismo e o abuso de poder político dos governantes.
É membro da associação de juristas liberais Ordem e Liberdade, onde integra a diretoria financeira. Seus principais temas de atuação incluem liberdade de expressão, separação de Poderes, redução de impostos, controle de gastos públicos e defesa do Estado de Direito, se identificando ideologicamente como liberal clássico.

## Campanha a vereador em 2024
Matheus concorreu a Vereador pelo Partido NOVO em Porto Alegre em 2024. Dentre suas principais bandeiras estavam a modernização do Plano Diretor, o combate à criminalidade, a desburocratização, a defesa das liberdades individuais e o combate ao petismo e ao autoritarismo. Defendeu também a implementação do Código de Defesa do Pagador de Impostos em Porto Alegre. Algumas instituições políticas apoiaram sua campanha, como  o RenovaBR - do qual foi aluno -, o Ideias Radicais e, implicitamente, teve o apoio de organizações das quais teve atuação relevante, como o Students for Liberty Brasil (SFL) e o Instituto Atlantos.
Durante sua campanha, criou junto com o deputado federal Marcel van Hattem o abaixo-assinado de advogados contra o Ministro do Supremo Tribunal Federal, Alexandre de Moraes, pleiteando seu impeachment . O site atualmente encontra-se fora do ar.
Matheus teve apoio de figuras importantes dentro do Partido NOVO, como do ex-deputado estadual Fábio Ostermann, governador de Minas Gerais Romeu Zema, do deputado federal Marcel van Hattem, do deputado estadual Felipe Camozzato - à época candidato a Prefeito de Porto Alegre -, do Prefeito Adriano Silva e, fora do partido, contou com apoio do vice-prefeito de Porto Alegre, Ricardo Gomes. Foi o 47º mais votado do Município, fazendo 3.345 votos. Apesar de ter feito votos o suficiente para ser eleito, Matheus é suplente de vereador por conta do cálculo do quociente eleitoral que determinou que o Partido NOVO teria 02 (duas) cadeiras de vereador, sendo essas ocupadas por Ramiro Rosário (NOVO) e Tiago Albrecht (NOVO).